# Tatia
Tatia este un gen de somn mic sud american  din familia Auchenipteridae.

## Specii Valabile
FishBase recunoaște următoarele specii ca membri ai genului Tatia:
Tatia aulopygia

Tatia boemia

Tatia brunnea

Tatia caxiuanesis

Tatia dunni

Tatia galaxias

Tatia gyrina

Tatia intermedia

Tatia meesi

Tatia musaica

Tatia neivai

Tatia nigra

Tatia simplex

Tatia strigata

## Alte Specii
Unele specii de Centromochlus au primit sinonime incorecte care au făcut să fie încadrate în genul Tatia. FishBase enumeră aceste specii ca fiind sinonime invalide:
Centromochlus altae

Centromochlus concolor

Centromochlus perugiae

Centromochlus punctatus

Centromochlus reticulatus

Centromochlus romani

Centromochlus schultzi